# Tagebuch eines frommen Chaoten
Tagebuch eines frommen Chaoten (Originaltitel: The Sacred Diary of Adrian Plass Aged 37+3⁄4) ist ein fiktives Tagebuch des christlichen Schriftstellers  Adrian Plass, in dem der Alltag eines Christen selbstironisch und satirisch dargestellt wird. Das Buch verschaffte Plass internationale Bekanntheit. Es bildet den Auftakt einer sechsbändigen Buchreihe.
Es erschien 1987 bei Marshall Morgan & Scott Publications Ltd. 1990 veröffentlichte der Brendow-Verlag das Buch erstmals auf Deutsch. Übersetzt wurde es von Andreas Ebert.
2007 wurde eine ungekürzte, deutschsprachige Hörbuchfassung veröffentlicht, gelesen von Markus Maria Profitlich.

## Inhalt
Das Buch stellt einen etwa ein halbes Jahr umfassenden Auszug aus dem Tagebuch eines fiktiven Mannes namens Adrian dar, der so etwas wie das Alter Ego des Autors ist. Die Einträge erzählen von seinem Alltag in Familie, Gemeinde und Beruf. Mit seiner Frau Anne und seinem Sohn Gerald wohnt er in einer unbenannten Stadt, arbeitet im Büro und schlägt sich durch seinen Alltag.
Die Aufzeichnungen beginnen am Samstag, dem 14. Dezember, an dem sich Adrian aus einer Laune heraus „innerlich geführt“ fühlt, ein Tagebuch zu beginnen. In relativ kurzen Kapiteln, die durch einen minimalistischen, notizartigen Schreibstil gekennzeichnet sind, berichtet er von skurrilen, teils absurden Alltagssituationen.
Die wichtigsten Personen der Tagebucheinträge sind die Mitglieder von Adrians (nicht näher beschriebener) evangelikaler Kirchengemeinde. Sie sind zum Großteil in ihrer Glaubensauffassung und ihrer menschlichen Art sehr unterschiedlich und versuchen alle auf ihre Weise und nach ihrer Auffassung ihren Glauben zu leben, was nicht selten zu Reibungen führt. Trotzdem versuchen sie, oft durch die Bemühungen ihres einfühlsamen Gemeindeältesten Edwin Burlesford, zusammenzustehen und Verschiedenheiten zu überwinden.
Eine weitere Schlüsselfigur ist Leonard Thynn, ein etwas linkischer Freund Adrians, der mit seiner Alkoholsucht zu kämpfen hat und mit seiner schwerhörigen Mutter zusammen wohnt. Er kommt die Familie Plass öfters besuchen, um sich ihre Katze auszuborgen. Adrians Versuche, herauszufinden, warum er das tut, laufen immer ins Leere und entwickeln sich über das Buch hinweg zum Running Gag.
Adrians jugendlicher Sohn Gerald hat die Neigung, zu allem und jedem freche Kommentare abzugeben. Seine Leidenschaft ist das Austüfteln von Anagrammen. Er gründet mit seinen Freunden die christliche Rockband „Bad News for the Devil“ und spielt dort Leadgitarre.
Zu den zahlreichen Themen des Tagebuchs gehören Vater-Sohn-Beziehungen, Ehekonflikte, Probleme mit Kollegen, die Angst vor dem Tod, Selbstoffenbarung und Umgang mit eigenem Versagen.

## Fortsetzungen

### Andromedas Briefe (1988)
Originaltitel: The Horizontal Epistles of Andromedar Veal – Deutsche Erstausgabe 1991
Andromeda, die Tochter einer christlichen Feministin und Nichte des Gemeindeältesten Edwin, liegt mit einer Schenkelfraktur im Krankenhaus und schreibt von dort aus Briefe. Das Buch beinhaltet eine Sammlung ihrer verfassten Briefe und zahlreicher Briefe, die sie von Personen aus Adrians Umfeld bekommt.

### Die theatralischen Tonbänder des Leonard Thynn (1989)
Originaltitel: The Theatrical Tapes of Leonard Thynn – Deutsche Erstausgabe 1993
Adrians Gemeinde möchte an einem christlichen Theaterwettbewerb teilnehmen und Adrian übernimmt die Leitung der Vorbereitungen, die ziemlich chaotisch und unkoordiniert ablaufen. Leonard Thynn schneidet die Proben und Vorbereitungssitzungen mit einem Uralt-Gerät auf Tonband mit. Das Buch beinhaltet die in Dialogform transkribierten Tonbänder und gelegentlich erläuternde Zwischentexte aus der Sicht von Adrian.

### Die rastlosen Reisen des frommen Chaoten (1996)
Originaltitel: The Sacred Diary of Adrian Plass, Christian Speaker, Aged 45 3/4
Der vierte Band ist wieder ein fiktives Tagebuch Adrians. Dieser ist inzwischen als Redner im christlichen Bereich aktiv und hält in seinen Einträgen skurrile Episoden der Tätigkeit fest. Neben den satirischen Elementen schlägt Plass in diesem Buch auch ernsthaftere Töne an und beschäftigt sich in einigen Abschnitten ernsthaft mit schweren Themen wie dem Verlust eines nahen Angehörigen und der damit verbundenen Wut auf Gott.

### Das Tour-Tagebuch des frommen Chaoten (2003)
Originaltitel: The Sacred Tour of Adrian Plass
Tagebucheinträge während einer mehrtägigen Vortragstour durch England. Das Team besteht neben Adrian und Anne aus seinem Sohn Gerald, der inzwischen erwachsen ist und selbst als Pastor tätig, Leonard Thynn und seiner neuen Freundin Angles sowie Barry, einem neuen Freund der Familie Plass.
Das Buch hat längere Kapitel und ist sehr ausgeglichen zwischen satirischen und ernsthaften Inhalten.

### Der fromme Chaot auf Gemeindefreizeit (2013)
Originaltitel: The Sacred Diary of Adrian Plass: Adrian Plass and the Church Weekend
Adrian lässt sich überreden, die Gemeindefreizeit ihrer Gemeinde zu organisieren, was relativ chaotisch abläuft. Auch dieses Tagebuch zeichnet sich durch längere Kapitel und eine Balance zwischen satirischen und schwereren, ernsthafteren Passagen aus.
Wie Band 1 wurden auch Band 2 und 3 von Andreas Ebert ins deutsche übersetzt. Ab dem vierten Band der Reihe übernahm die Übersetzung Christian Rendel, der auch mit Adrian Plass auf Lesungstournee in Deutschland ging.

## Rezeption
Die christliche Presse nahm das Buch größtenteils positiv auf. Der deutsche Journalist und Theologe Andreas Malessa lobte Plass' deftigen und feinsinnigen Humor. Er bekundete, zahlreiche Christen hätten beim Lesen des Buches ein „kräftiges 'So ist es!'-Erlebnis“ gehabt.

## Trivia
Laut eigener Aussage schrieb Adrian Plass das erste Buch in einer Phase tiefer Frustration und Unzufriedenheit über sich selbst und die christliche Gemeinde als eine Art Schreibtherapie.

„Ich dachte immer, ich würde nie ein witzigeres Buch schreiben als das erste Tagebuch eines frommen Chaoten - einfach weil es unwahrscheinlich war, dass ich je wieder so entsetzlich unglücklich sein würde.“

Der Originaltitel des Buches ist eine Parodie auf die Adrian-Mole-Bücher der englischen Autorin Sue Townsend.
Im Jahr 2013 wurden Pläne bekannt, den ersten Band der Reihe als Miniserie filmisch umzusetzen. Hierfür hatten sich die deutsche Filmemacherin Zeljka Morawek, die bereits Plass' Erzählung Der Besuch filmisch umgesetzt hatte, und der Autor zusammengetan. Das Projekt wurde jedoch wieder fallengelassen.